# Frank Wedekind
Benjamin Franklin Wedekind (Hanover, 24 de julho de 1864 – Munique, 9 de março de 1918) foi ator, dramaturgo e romancista. É um dos precursores do movimento expressionista. É autor de "O Despertar da Primavera"(1891), sua peça teatral mais conhecida.  Bertolt Brecht o cita como uma das grandes influências em seu trabalho, tendo escrito um ensaio sobre Wedekind quando da sua morte, em 1918 e participado das cerimônias de funeral em Munique. Brecht o considera "um dos grandes educadores da Europa moderna", como Tolstoi e Strindberg. Willet considera que a obra de Wedekind antecipa o teatro épico de Brecht e a aponta para o que se veio a se chamar teatro do absurdo.

## Vida
Wedekind viveu sua vida adulta em Munique, onde teve um filho com Frida Uhl.
Trabalhou no circo antes de tornar-se ator e cantor, onde se destacou como cantor de cabaré, na sátira Die elf Scharfrichter (Os Onze Executores), estreado em 1901 (Willett 1967, 134). Toca guitarra e canta canções que ele próprio compõe com um estilo que iria caracterizar todo o "cabaré alemão" (voz áspera, um pouco monótona e pouco treinada, segundo Brecht).
Graças ao sucesso deste cabaré satírico iniciou-se esta tradição no teatro alemão que produziu uma série de especialistas nesta forma de cabaré musical, principalmente Kurt Tucholsky, Walter Mehring, Joachim Ringelnatz e Erich Kästner. O cabaré como sátira política foi um sucesso anterior e dentro do período da República de Weimar (1919-1933) . John Willett descreve como uma forma amarga de crítica social que usa a sátira no palco como melhor maneira de criticar através de canções ou declamações.

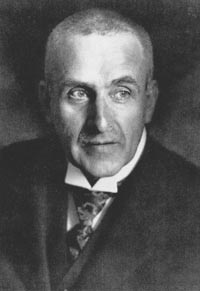
Frank Wedekind

Aos 34 anos, depois de ficar preso por seis meses pela publicação de poemas satíricos, Wedekind tornou-se dramaturgista da Munich Schauspielhaus. (Willett, 134)
Willet nos lembra que Artur Kutscher, amigo e biógrafo de Wedekind, descreve o seu estilo de representação como um realçar da apresentação teatral, onde (Wedekind) não desejava que as pessoas esquecessem estar no teatro, conservando sempre o público e suas reações em mente. Preocupações estas fundamentais no teatro brechtiano que se desenvolveria após a morte de Wedekind.
Em 1891 Wedekind muda à Paris onde encontra Lou Andreas-Salomé, amiga de Nietzsche, Freud e Rilke, que tinha acabado de publicar As Personagens Femininas de Ibsen, obra feminista que vinha ao encontro das preocupações de Wedekind. Em Paris estabelece grande amizade com palhaços, acrobatas, levantadores de peso, músicos. Os anos em Paris deram a ele a experiência de vida para escrever "Lulu", escrita a maior parte nesta cidade.

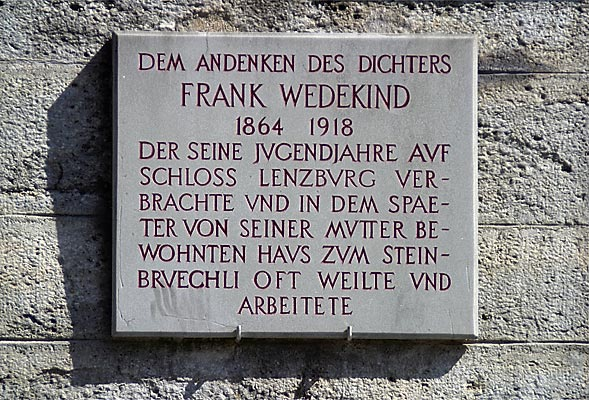
Placa comemorativa no Schloss Lenzburg: a Frank Wedekind, que passou a sua infância no Schloss Lenzburg e frequentemente esteve e trabalhou na casa onde a sua mãe mais tarde residiu, Zum Steinbrüchli.

## Textos
- Mine-Haha: The Corporal Education Of Young Girls (1888) Romance
- O Despertar da Primavera (teatro) - Frühlingserwachen (1891)
- O Espírito da Terra (teatro)- Erdgeist (1895)
- A Cantora da Corte - Die Kammersänger (1899) Peça de um ato.
- O Marquês de Keith (teatro) - Der Marquis von Keith (1901)
- Rei Nicolo (teatro)- König Nicolo oder So ist das Leben (1902)
- A Caixa de Pandora - Die Büchse der Pandora (1904)
- Música (teatro)- Musik (1907)
- A Dança da Morte - Totentanz (1908)
- O Castelo Wetterstein (teatro)- Schloss Wetterstein (1910)
- Franziska (teatro)- Franziska (1910)
- Bismark (teatro) - Bismarck (1916)
- Heracles - Herakles (1917)